# Octahedron
Albums de The Mars Volta
The Bedlam in Goliath Noctourniquet
Octahedron est un album du groupe de rock progressif The Mars Volta, sorti le 19 juin 2009.
Alors que The Bedlam in Goliath venait de sortir, Omar Rodríguez-López déclarait qu'avec le groupe, ils avaient déjà travaillé sur ce prochain album, et qu'il serait "plus calme et plus acoustique, et serait dans la veine du morceau Southsayer".
Les membres du groupe Paul Hinojos et Adrián Terrazas-González, qui avaient participé à l'album antérieur, quittèrent le groupe. Octahedron a été par la suite enregistré en 3 semaines, durant le mois d'août 2008.  Cedric Bixler-Zavala annonçait que Octahedron (à cette période-là sans titre) ne serait pas un album concept.

## Singles
- Cotopaxi : sorti le 22 avril 2009.
- Since We've Been Wrong : sorti le 25 juin 2009.

Il a été tourné un clip pour chaque single.

## Pochette du disque
La pochette d'Octahedron a été créée par Jeff Jordan, qui a également conçu les pochettes de Amputechture et The Bedlam in Goliath.

## Liste des pistes
1. Since We've Been Wrong - 7:22
2. Teflon - 5:06
3. Halo Of Nembutals - 5:32
4. With Twilight As My Guide - 7:54
5. Cotopaxi - 3:40
6. Desperate Graves - 4:58
7. Copernicus - 7:24
8. Luciforms - 8:22

## Musiciens
- Omar Rodríguez-López - production, guitare
- Cedric Bixler-Zavala - chant
- Isaiah "Ikey" Owens - claviers
- Juan Alderete - basse
- Thomas Pridgen - batterie
- Marcel Rodríguez-López - synthétiseur, percussions
- John Frusciante - guitare
- Mark Aanderud - piano additionnel